# Ina-Yoko Teutenberg
Ina-Yoko Teutenberg, née le 28 octobre 1974 à Düsseldorf, est une coureuse cycliste allemande, professionnelle de 2000 à 2013. Équipière dans l'équipe Saturn, elle devient leader de l'équipe T-Mobile. Elle reste dans l'équipe, qui change de nom, en tant que coureuse jusqu'à la fin de sa carrière. En 2014, elle y est directrice sportive. Ina-Yoko Teutenberg est une sprinteuse. Elle remporte ainsi de très nombreuses victoires d'étapes sur les divers Tour, ainsi que l'épreuve de Coupe du monde du Tour de l'île de Chongming. Elle sait aussi briller sur les classiques et gagne le Tour des Flandres 2009. Elle est également championne d'Allemagne sur route en 2009 et 2011. Coureuse agressive, elle part régulièrement en échappée. Sur la fin de sa carrière, elle fait des progrès en contre-la-montre ce qui lui permet de remporter les Championnats du monde du contre-la-montre par équipes. Elle vit depuis 2001 aux États-Unis.

## Famille et débuts
Ina-Yoko Teutenberg est la sœur cadette de Lars et Sven Teutenberg, tous deux coureurs professionnels, tout comme sa nièce Lea Lin et son neveu Tim Torn. En 1990, elle remporte deux titres de championne du monde junior, en course sur route et en course aux point sur piste. Elle acquiert son premier titre important en 1996, en gagnant le Tour de Thuringe.

## Carrière

### Saison 2000-2002
En 2000, elle est sélectionnée en équipe d'Allemagne pour les Jeux olympiques de Sydney, avec Hanka Kupfernagel et Petra Rossner. Elle ne termine pas la course en ligne, lors de laquelle Kupfernagel obtient la médaille d'argent.
À partir de 2001, elle vit et court aux États-Unis. Elle y est membre de l'équipe Saturn, qui occupe la première place du classement UCI par équipes en 2001 et 2002, et remporte ces deux années la Coupe du monde sur route, avec Anna Millward en 2001 et Petra Rossner en 2002.

### Équipière (2003-2004)

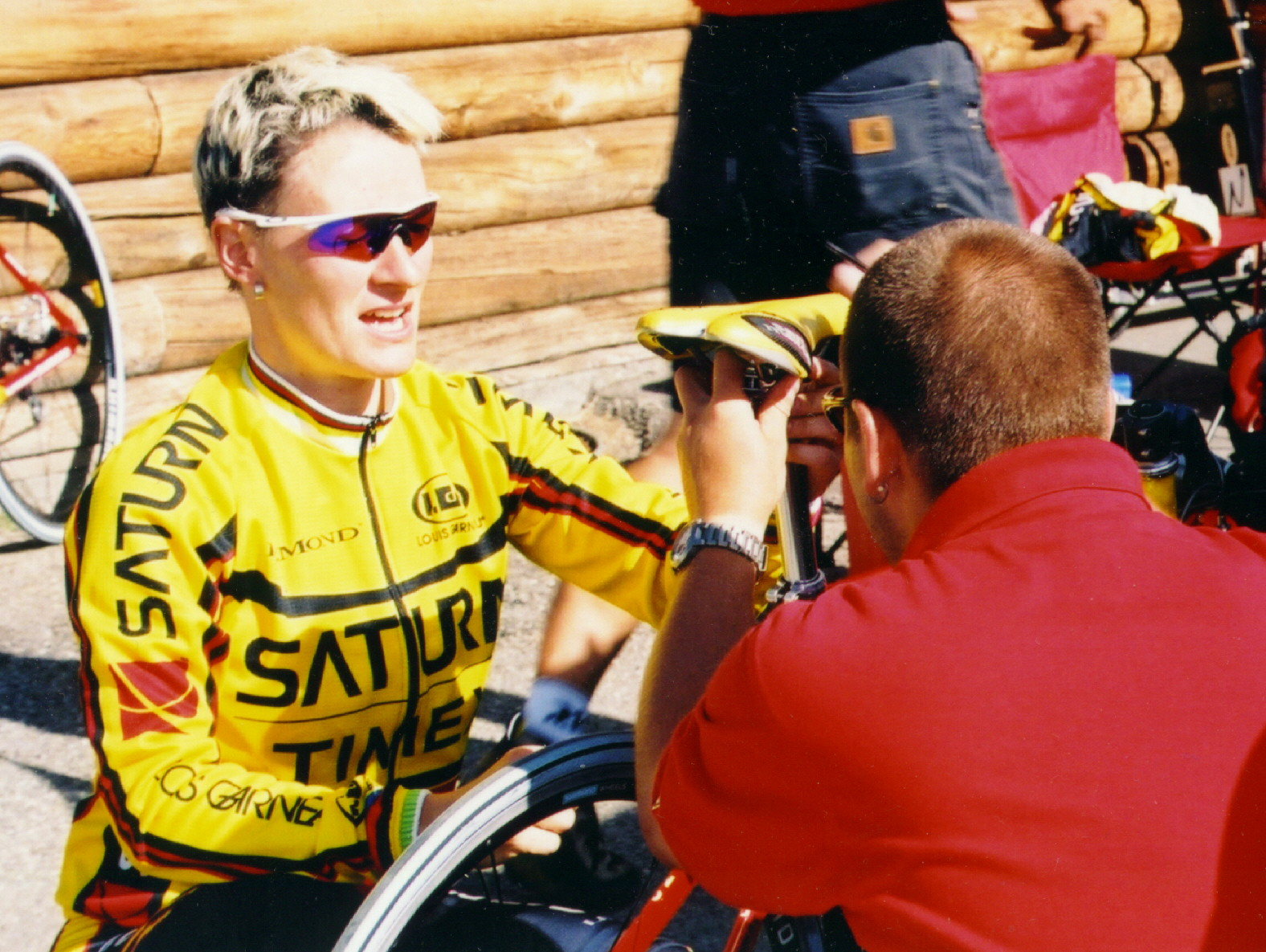
Chez Saturn, Ina-Yoko Teutenberg est au service entre autres de Petra Rossner

En avril, à la Redlands Bicycle Classic, Dans la première étape, Ina-Yoko Teutenberg s'échappe avec Dede Barry et s'impose.
À l'issue de la saison 2003, elle prend plusieurs mois de repos. Elle reprend la compétition en avril 2004 avec l'équipe nationale allemande. Elle doit cependant s'arrêter à nouveau dès le mois suivant pour subir une opération à la cheville.

### Premiers grands succès (2005)
Elle fait son retour dans les pelotons en 2005 au sein de l'équipe T-Mobile. Sur la deuxième étape de la Redlands Bicycle Classic, Ina-Yoko Teutenberg attaque à un tour de l'arrivée et ne se fait jamais rejoindre. Le lendemain, elle profite de l'attentisme des favorites pour partir de nouveau en échappée et s'imposer avec presque une minute d'avance,.
En avril, le prologue de la Sea Otter Classic permet à Ina-Yoko Teutenberg de finir deuxième. Sur l'étape suivante, elle se place dans les échappées, mais se font reprendre. Dans la dernière étape, Mari Holden prend l'échappée matinale. Quand l'écart diminue entre cette échappée et le peloton, Ina-Yoko Teutenberg décide de faire le saut. Par la suite, Thorburn et Pic attaquent avec Armstrong dans la roue. Elles reprennent Grace Fleury, rescapée de l'échappée initiale. La position d'Ina-Yoko Teutenberg à l'avant de la course permet à Kristin Armstrong d'économiser ses forces. Quand le groupe reprend l'Allemande, elle peut contrer l'attaque de Thorburn et gagner l'étape et le classement général de l'épreuve.
Sur la Liberty Classic, l'équipe contrôle la course afin de placer Ina-Yoko Teutenberg dans les meilleures conditions pour le sprint. L'Allemande, qui est une habituée de l'épreuve, s'y impose donc pour la première fois.
En septembre, au Boels Ladies Tour, Ina-Yoko Teutenberg finit deuxième du sprint de la troisième étape, puis remporte l'étape 4a. Le cinq du même mois, elle gagne sa première manche de coupe du monde à Rotterdam avec l'équipe d'Allemagne. Elle est partie dans une échappée de dix coureuses à quarante kilomètres de l'arrivée. À dix kilomètres du but, Ina-Yoko Teutenberg place une attaque et est suivie par Alessandra D'Ettorre et Luisa Tamanini. Elle bat au sprint ses compagnons d'échappée pour s'imposer. La semaine suivante, elle termine cinquième du sprint dans la manche de coupe du monde du Tour de Nuremberg. Elle est par la suite sélectionnée pour les championnats du monde par l'équipe d'Allemagne. Elle termine quinzième du classement UCI.

### Confirmation comme sprinteuse de premier plan (2006)
L'équipe commence la saison au Geelong Tour.Ina-Yoko Teutenberg s'impose sur la dernière étape au sprint, elle a été deuxième et troisième des étapes précédentes. Immédiatement après a lieu l'épreuve de coupe du monde éponyme. L'équipe contrôle la course et revient sur Oenone Wood qui a attaqué dans la dernière ascension, permettant à Ina-Yoko Teutenberg de remporter le sprint,. L'épreuve est directement suivie du Tour de Nouvelle-Zélande. Ina-Yoko Teutenberg gagne la deuxième et la troisième étape au sprint. Le lundi suivant, a lieu la Wellington Women's World Cup, qui fait office de deuxième manche de la coupe du monde. Sarah Ulmer y fait une démonstration de force en s'échappant seule dès les premiers kilomètres puis en résistant au retour du peloton jusqu'au bout malgré un  temps venteux. Ina-Yoko Teutenberg prend la deuxième place du sprint du peloton, ce qui lui permet de conserver son maillot de leader de la coupe du monde,.
À la Redlands Bicycle Classic, Ina-Yoko Teutenberg est deuxième de la deuxième étape. Ina-Yoko Teutenberg s'impose sur la première étape du Tour de Drenthe au sprint. Le 11 mai, le Tour de l'Aude s'élance avec un contre-la-montre par équipe dans lequel la T-Mobile finit deuxième. Ina-Yoko Teutenberg remporte la cinquième étape échappée avec Marina Jaunatre. Les deux coureuses finissent avec sept minutes d'avance sur le peloton. Elle part en échappée avec Adrie Visser dans la dernière étape et la bat au sprint. Sur les championnats d'Allemagne, Ina-Yoko Teutenberg termine troisième de l'épreuve contre-la-montre. Le 8 juillet, Ina-Yoko Teutenberg remporte la quatrième étape du Tour de Feminin – Krasna Lipa, en gagnant le sprint d'une échappée de quatre coureuses. Au BrainWash Ladies Tour, Ina-Yoko Teutenberg s'impose au sprint dans la deuxième et la troisième étape alors que les meilleures sprinteuses mondiales sont présentes.
Ina-Yoko Teutenberg remporte le Rotterdam Tour, qui fait partie de la coupe du monde, au sprint. La semaine suivante, elle est battue par Regina Schleicher au sprint au Tour de Nuremberg. Au Tour de Toscane, Ina-Yoko Teutenberg gagne l'étape 4b. Elle est sélectionnée pour disputer les championnats du monde. Elle est deuxième de la coupe du monde et neuvième du classement UCI.

### Victoires d'étapes au sprint (2007)
La saison 2007 débute au Tour de Geelong, Ina-Yoko Teutenberg s'impose sur la deuxième et la troisième étapes au sprint,. Au classement général, elle est quatrième. Sur la première manche de la coupe du monde : Ina-Yoko Teutenberg gagne le sprint du peloton.  Sur le Tour de Nouvelle-Zélande, elle gagne deux étapes. Elle est quatrième du Tour de Drenthe.
Au Tour de l'Aude voit Ina-Yoko Teutenberg battue au sprint lors de la première étape par Marianne Vos. La T-Mobile remporte le contre-la-montre par équipe de la deuxième étape. Elle gagne par contre le sprint du peloton de la neuvième étape. En juin, elle s'impose sur la Liberty Classic où l'équipe se montre dominatrice. Sur le RaboSter Zeeuwsche Eilanden, Ina-Yoko Teutenberg gagne au sprint la dernière étape très venteuse mais ne parvient pas à empêcher Marianne Vos de gagner le classement général. Plus tôt dans la course, elle s'était échappée avec Chantal Beltman dans un gros groupe de tête, mais se font rattraper. À vingt-cinq kilomètres de l'arrivée Suzanne de Goede et Loes Gunnewijk avaient également tenté leur chance. Ina-Yoko Teutenberg est cinquième du classement général.
Au Tour d'Italie, Ina-Yoko Teutenberg s'impose au sprint sur les quatrième et septième étapes. Au Trophée d'Or, elle remporte les quatrième et la cinquième étapes au sprint. Sur la troisième étape du Boels Ladies Tour, Ina-Yoko Teutenberg est battue au sprint par Kirsten Wild, puis lors de la sixième étape par Regina Schleicher. La coupe du monde se termine par le Tour de Nuremberg. La course se joue au sprint et Ina-Yoko Teutenberg finit deuxième derrière Marianne Vos. Elle est finalement troisième de la coupe du monde et dixième du classement UCI.

### 24 victoires (2008)

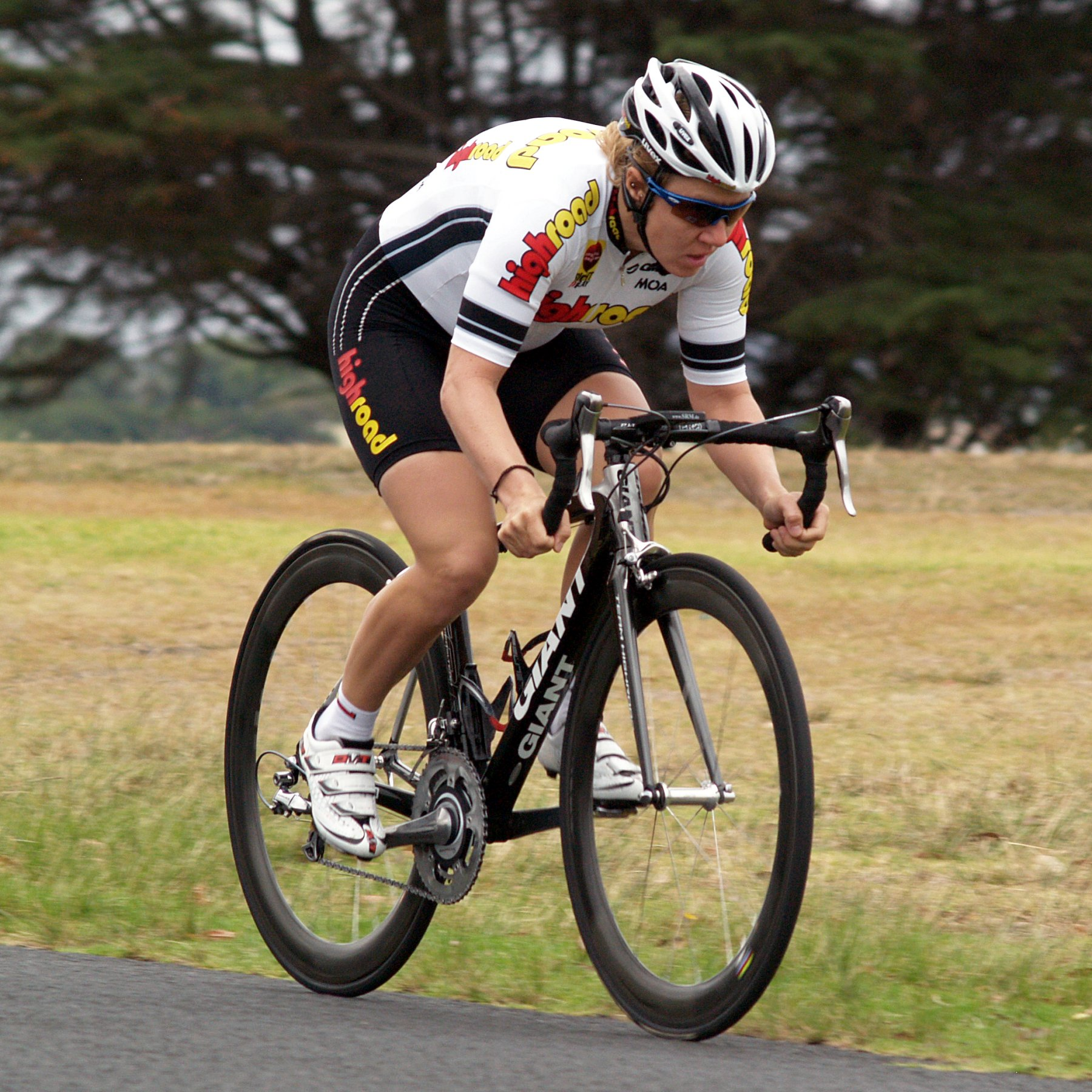
Au Geelong Tour en 2008

Lors de l'épreuve de coupe du monde de Geelong, malgré le travail de l'équipe, le peloton ne revient pas sur l'échappée constituée de Katheryn Mattis et Emma Rickards. Ina-Yoko Teutenberg gagne le sprint et finit troisième. Le Tour de Nouvelle-Zélande se dispute directement après. Sur l'ultime étape, Ina-Yoko Teutenberg qui s'impose. En avril, Ina-Yoko Teutenberg s'impose au sprint au Drentse 8 van Dwingeloo. Sur le Tour de Drenthe, Chantal Beltmann part dans une échappée lointaine avec Sarah Düster et Elodie Touffet. Quand à cinq kilomètres de l'arrivée le peloton revient à vingt secondes, la première place une accélération décisive. Ina-Yoko Teutenberg prend la troisième place devancée par Marianne Vos au sprint. Au Gracia Orlova, Ina-Yoko Teutenberg termine deuxième de la troisième étape contre-la-montre avant de s'imposer sur la quatrième étape devant Adrie Visser, les deux coureuses ayant une minute d'avance sur la troisième.
Au Tour de l'Aude, elle gagne au sprint la cinquième étape ainsi que la huitième étape,. Le dernier jour de mai, la Coupe du Monde Cycliste Féminine de Montréal permet à l'équipe de se mettre en avant. Ina-Yoko Teutenberg attaque dans le troisième tour en solitaire et parvient à rester à distance du peloton pendant cinq tours. Après le regroupement, Judith Arndt part avec quatre autres coureuses en échappée. Dans la dernière ascension, elle distance les autres concurrentes à l'exception de Fabiana Luperini qu'elle bat au sprint. Toujours en Amérique du Nord, Chantal Beltman s'impose sur la Liberty Classic en solitaire en attaquant dans le Lemon hill à trois kilomètres du but. Ina-Yoko Teutenberg prend la troisième place. Le Ster Zeeuwsche Eilanden permet à Ina-Yoko Teutenberg de faire parler sa pointe de vitesse sur la deuxième et troisième étape. Grâce aux bonifications, elle remporte par la même occasion le classement général. Le Tour d'Italie s'élance le 5 juillet par un prologue. Ina-Yoko Teutenberg s'impose le lendemain au sprint et s'empare du maillot de leader. Elle gagne également les deux étapes suivantes,.  Sur la dernière étape, Ina-Yoko Teutenberg s'impose une nouvelle fois,.
À la même période que les jeux olympiques se dispute la Route de France. Le prologue est remporté par Ina-Yoko Teutenberg. Elle récidive le lendemain dans le sprint massif. La cinquième étape voit Ina-Yoko Teutenberg devancer Kim Anderson dans le sprint du groupe de dix échappées. Au Profile Ladies Tour, la première étape se termine au sprint et Ina-Yoko Teutenberg s'impose. Elle gagne la quatrième étape dans l'emballage final sous la pluie. Sur la dernière étape, très vallonnée, après qu'Anke Wichmann soit partie en éclaireuse, Ina-Yoko Teutenberg part à la mi-course en échappée avec Marianne Vos, Irene van den Broek, Trixi Worrack et Regina Bruins. Cette échappée est cependant reprise dans l'avant dernier tour. Ina-Yoko Teutenberg repart alors seule et creuse rapidement l'écart. Elle s'impose en haut du Geulhemmerberg talonnée par Marianne Vos. Au classement général, elle est deuxième derrière Charlotte Becker. Sur le Tour de Toscane féminin-Mémorial Michela Fanini, l'équipe remporte le contre-la-montre par équipe. Ina-Yoko Teutenberg remporte les troisième et la quatrième étapes. Au moment du bilan de la saison, Teutenberg a remporté à elle seule vingt-quatre victoires. Elle est dixième de la coupe du monde et troisième du classement UCI.

### Tour des Flandres et domination au sprint (2009)

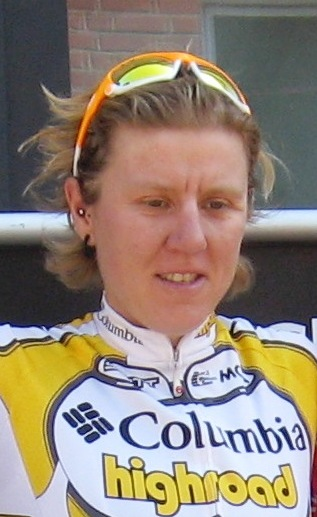
En juin 2009

Au Tour des Flandres, Ina Teutenberg s'impose en profitant du travail de l'équipe Cervélo pour garder le peloton de tête groupé pour Kirsten Wild. Cela surprend ceux qui pensaient qu'elle ne passerait pas les monts, cela la rend d'autant plus remarquable. Elle gagne ensuite au sprint le Drentse 8 van Dwingeloo. Sur l'épreuve de coupe de monde suivante, le Tour de Drenthe, elle prend la septième place en remportant le sprint du peloton après avoir attaqué, sans succès, dans la dernière ascension en compagnie de Noemi Cantele. Elle s'impose aussi sur le Ronde van Gelderland.
En mai, Ina-Yoko Teuberg remporte la quatrième étape du Gracia Orlova. Sur le Tour de l'Aude,elle s'impose au sprint lors de la première et de la troisième étape. Sur celle-ci elle profite d'une chute collective derrière elle. Elle gagne enfin la dernière étape au sprint. Ina-Yoko Teutenberg remporte la Liberty Classic au sprint. L'équipe place ensuite trois coureuses sur les trois premières marches du RaboSter avec Teutenberg, Beltman et Villumsen. Teutenberg est deuxième de la première étape,. En juin, elle devient championne d'Allemagne.
Au Tour d'Italie, Ina-Yoko Teutenberg est quatrième du prologue. La quatrième étape est remportée au sprint par Ina Teutenberg. Elle est troisième sur l'étape suivante,. En août, Ina Teutenberg finit troisième du prologue de la Route de France féminine. Elle remporte ensuite la première étape au sprint, est deuxième lors de l'étape suivante, puis gagne la troisième étape. En septembre, le  Holland Ladies Tour permet à Ina-Yoko Teutenberg de prendre la troisième place de la première étape. C'est la première fois de l'année qu'elle est battue par Kirsten Wild dans l'exercice. Sur la troisième étape tout comme sur la quatrième étape, Teutenberg est deuxième du sprint. Elle parvient toutefois à s'imposer sur la cinquième étape. La dernière étape est décisive pour le classement général, Ina-Yoko Teutenberg est sixième, elle termine troisième du tour. Au Tour de Nuremberg, Ina-Yoko Teutenberg est battue au sprint par Kirsten Wild et Rochelle Gilmore. Au Tour de Toscane féminin-Mémorial Michela Fanini, l'équipe est quatrième du contre-la-montre par équipe de la première étape. Sur la deuxième étape, Teutenberg prend la deuxième place. Teutenberg gagne la dernière étape en réglant le groupe d'échappées. Elle est sélectionnée pour les championnats du monde mais ne le termine pas. Elle termine la saison à la quatrième place de la coupe du monde et à la cinquième du classement UCI.

### Quatre étapes de rang au Tour d'Italie (2010)
En 2010, son objectif est de remporter les mondiaux sur route, comme celui-ci doit convenir pour les sprinteuses. En avril, Ina-Yoko Teutenberg gagne pour la troisième fois d'affilée le Drentse 8 van Dwingeloo en étant la plus rapide du groupe de sept coureuses en tête. Le groupe d'échappée s'est détaché à environ 40 km de l'arrivée avec également Visser dans ses rangs. Celle-ci lance le sprint pour Teutenberg. L'épreuve par étape du Tour de l'île de Chongming voit Teutenberg s'imposer lors de la première étape contre Kirsten Wild. Le classement des deux sprinteuses est inverse sur la seconde étape, mais sur la dernière étape c'est Teutenberg qui s'impose, remportant du même coup le classement général. Sur la manche de coupe du monde éponyme, Teutenberg gagne au sprint devant Kirsten Wild sous une pluie torrentielle. Elle gagne donc quatre fois en cinq jours avec la course à étapes éponyme ayant eu lieu la semaine auparavant. Le premier grand tour de la saison : le Tour de l'Aude, prend le départ le 19 mai. Sur la quatrième étape, Teutenberg s'impose après avoir fait l'étape en tête par temps de grand vent. Sur la sixième étape, Teutenberg réussit de nouveau à prendre la bonne échappée pour gagner. Teutenberg finit deuxième de la pénultième étape puis s'impose sur la dernière, les deux fois lors de sprints massifs,.
En juin, Ina Teutenberg s'impose sur la Liberty Classic. Sur le Tour du Trentin, Ina-Yoko Teutenberg remporte la seconde étape au sprint sous la pluie. Le Tour d'Italie commence début juillet avec quatre victoires en série pour Teutenberg : deux dans des sprints massifs, puis de manière plus surprenante dans l'épreuve contre-la-montre, puis de nouveau au sprint. Elle déclare : « C'est un moment très spécial. Je ne pense pas, en 30 ans de compétition, chez les amateurs et les professionnels, avoir jamais réussi à gagner quatre fois de suite ». La Route de France, dernier grand tour de la saison, s'élance début août. Ina Teutenberg s'impose sur la première étape et est deuxième de la deuxième étape, à chaque fois dans un sprint massif. Sur le Holland Ladies Tour qui commence le dernier jour d'août, Ina Teutenberg remporte l'étape inaugurale d'un boyau devant Marianne Vos. Par la suite, elle ne parvient pas à se mêler aux meilleurs pour la victoire au sprint. L'équipe s'impose sur le contre-la-montre par équipe du Tour de Toscane devant l'équipe Cervélo. Sur la deuxième étape, Ina Teutenberg se fait battre par Giorgia Bronzini dans le sprint massif,. Aux championnats du monde, Giorgia Bronzini s'impose. Ina-Teutenberg ne termine pas course. Elle est quatorzième de la coupe du monde et septième du classement UCI.

### Concurrence de Bronzini et Vos au sprint (2011)

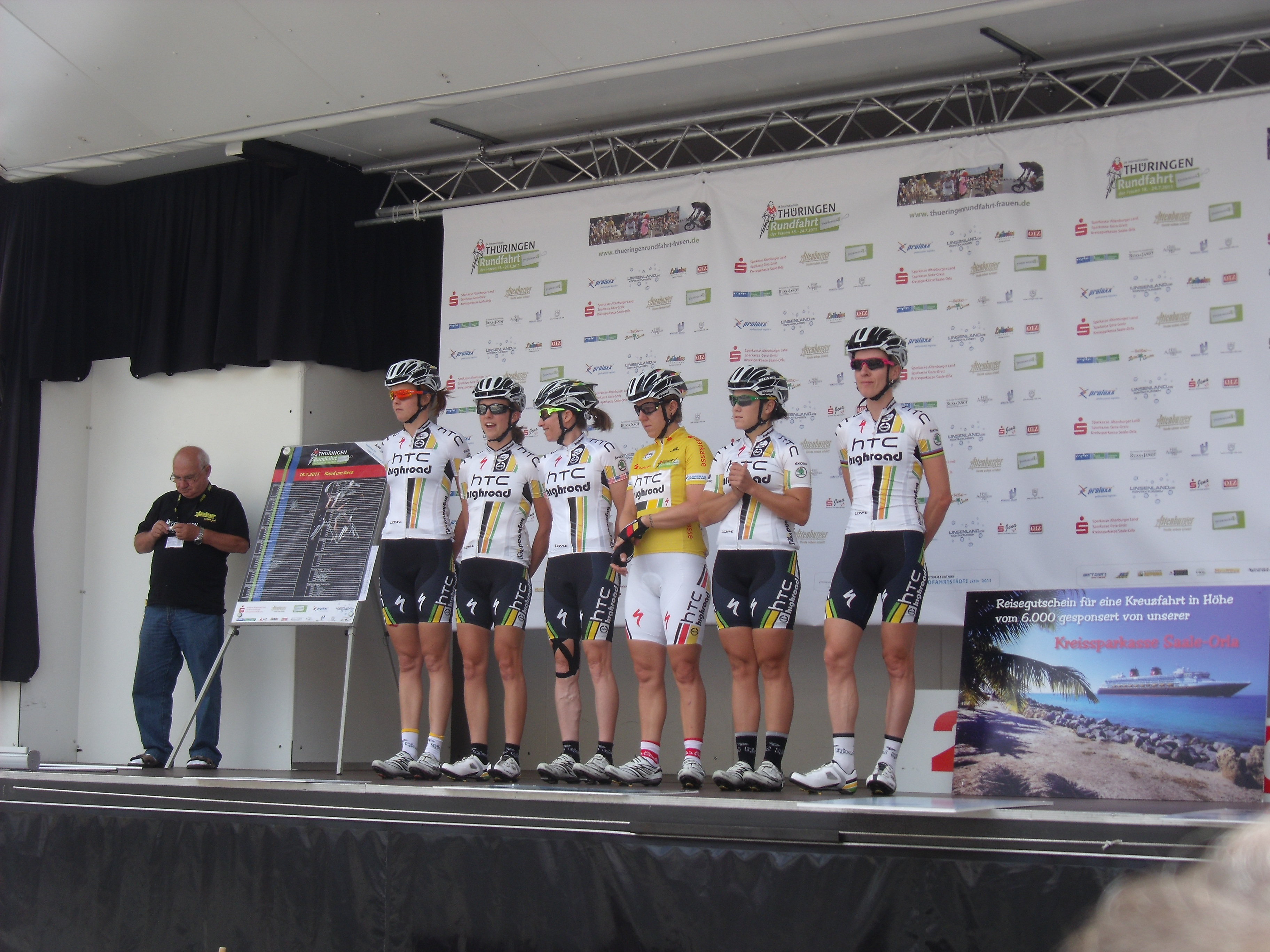
Équipe au Tour de Thuringe 2011, Ina-Yoko Teutenberg porte le maillot jaune

Au Tour de Nouvelle-Zélande, lors de la troisième étapem Ina-Yoko Teutenberg s'impose dans l'emballage final. Au Energiewacht Tour, Ina Teutenberg est deuxième de la première étape derrière Marianne Vos, mais s'impose le lendemain prenant du même coup le maillot de leader du classement général. Dans la troisième étape, un groupe de onze comprenant les favorites de l'épreuve s'échappe au vingt cinquième kilomètre avec parmi elle Teutenberg et Adrie Visser. Cette dernière s'échappe à dix kilomètres du but avec Loes Gunnewijk et Olga Zabelinskaïa puis gagne au sprint. Mi-avril, le Tour de Drenthe se termine de manière inhabituelle au sprint, Teutenberg prend la quatrième place derrière Marianne Vos, Kirsten Wild et Giorgia Bronzini. Le 17, elle remporte le Ronde van Gelderland au sprint.
Le Tour de l'île de Chongming comporte trois étapes et est directement suivi par une manche de coupe du monde éponyme. Lors de la course par étape, Teutenberg est deuxième du premier sprint massif derrière Elizabeth Armitstead. Ina remporte la seconde étape devant un groupe de 15 coureuses où l'équipe est surreprésentée. Sur la dernière étape, Teutenberg décide de se mettre au service de Chloe Hosking. Celle-ci remporte l'étape, Ina est seconde, Ellen van Dijk quatrième. Le classement général est donc logiquement remporté par l'Allemande. Le dimanche, elle remporte une nouvelle fois la manche de coupe du monde du Tour de l'île de Chongming au sprint. Elle récupère à cette occasion le maillot de leader de la coupe du monde. L'équipe a contrôlé la course de manière à avoir un sprint massif, Teutenberg de ses propres dires n'a eu qu'à sprinter dans les cent derniers mètres. En juin, pour le Tour du Trentin, Ina-Yoko Teutenberg remporte la seconde étape devant sa coéquipière Adrie Visser. . Lors de la dernière étape, Teutenberg emmène au sprint Arndt qui termine à la seconde place derrière Johansson, elle s'impose également sur le classement général final. Sur les championnats nationaux, Ina Teutenberg s'impose sur la route devant Judith Arndt. Teutenberg a attaqué au bout de trois tours avant de se faire rejoindre par sa coéquipière, ensemble elles bouclent le reste de la course et termine avec quasiment cinq minutes d'avance sur leurs poursuivantes.

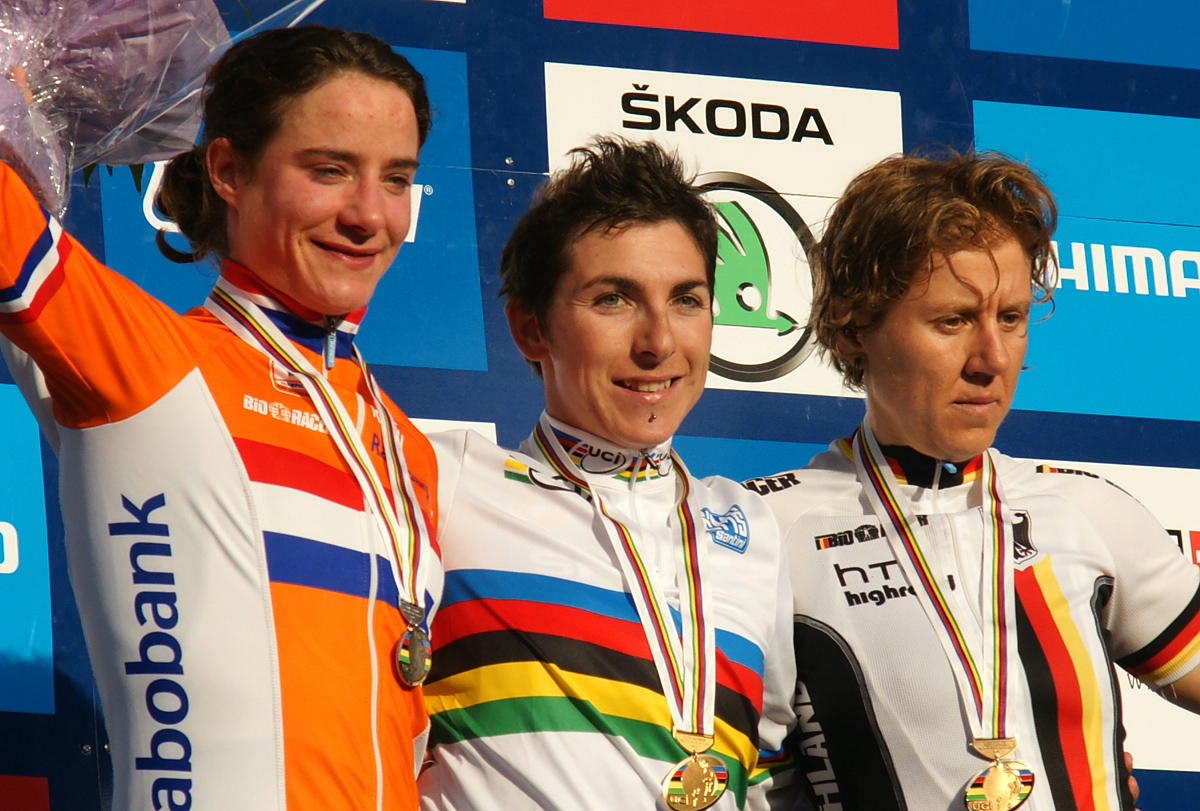
Sur la troisième marche des championnats du monde 2011

Début juillet, l'équipe arrive avec de grandes ambitions sur le Tour d'Italie. Sur la première étape, Ina Teutenberg prend la deuxième place derrière Marianne Vos. Lors de la deuxième étape, Teutenberg termine septième à plus d'une minute de la vainqueur du jour Shara Gillow. Teutenberg remporte la quatrième étape au sprint. Elle termine deuxième du sprint de l'étape suivante, mais Nicole Cooke a anticipé l'emballage final et remporté l'étape. Elle récidive à la troisième place le lendemain. La dernière étape est un contre-la-montre. Ina Teutenberg remporte l'étape. Le Tour de Thuringe a lieu fin juillet. L'équipe s'impose sur le prologue par équipe, long de 3,4 km. Sur la première étape en ligne, Teutenberg remporte la victoire au sprint et prend donc la tête du classement général. Elle est troisième du contre-la-montre de la cinquième étape. Le Trophée d'Or permet à Teutenberg d'exploiter sa pointe de vitesse sur la première étape devant Vos et Johansson. L'équipe confirme ensuite sa suprématie sur l'exercice du contre-la-montre par équipe. Sur la cinquième étape, Ina-Yoko Teutenberg gagne le sprint du peloton derrière une échappée de quatre coureuses.
Sur le Profile Ladies Tour, Ina-Yoko Teutenberg termine deuxième de la première étape derrière Marianne Vos. Teutenberg prend également la troisième place de la cinquième étape. Sur le Tour de Toscane féminin-Mémorial Michela Fanini, l'équipe confirme sa domination sur le contre-la-montre par équipe. La composition est alors : Stacher Arndt, Miller, Hosking, Colclough, Teutenberg et Becker,. Sur la deuxième étape, Ina-Yoko Teutenberg gagne le sprint et prend ainsi la première place du classement général. Lors de l'étape suivante, cette dernière assure un train élevé dans la dernière ascension, ce qui permet à Arndt de se détacher dans les ultimes kilomètres et de lever les bras. Teutenberg gagne de nouveau le lendemain matin au sprint,. En fin de saison, aux championnats du monde contre-la-montre, Ina Teutenberg termine sixième[réf. souhaitée]. Elle obtient aussi la médaille de bronze de l'épreuve en ligne au sprint. Elle est cinquième de la coupe du monde et quatrième du classement UCI.

### Victoires sur les contre-la-montre par équipe (2012)

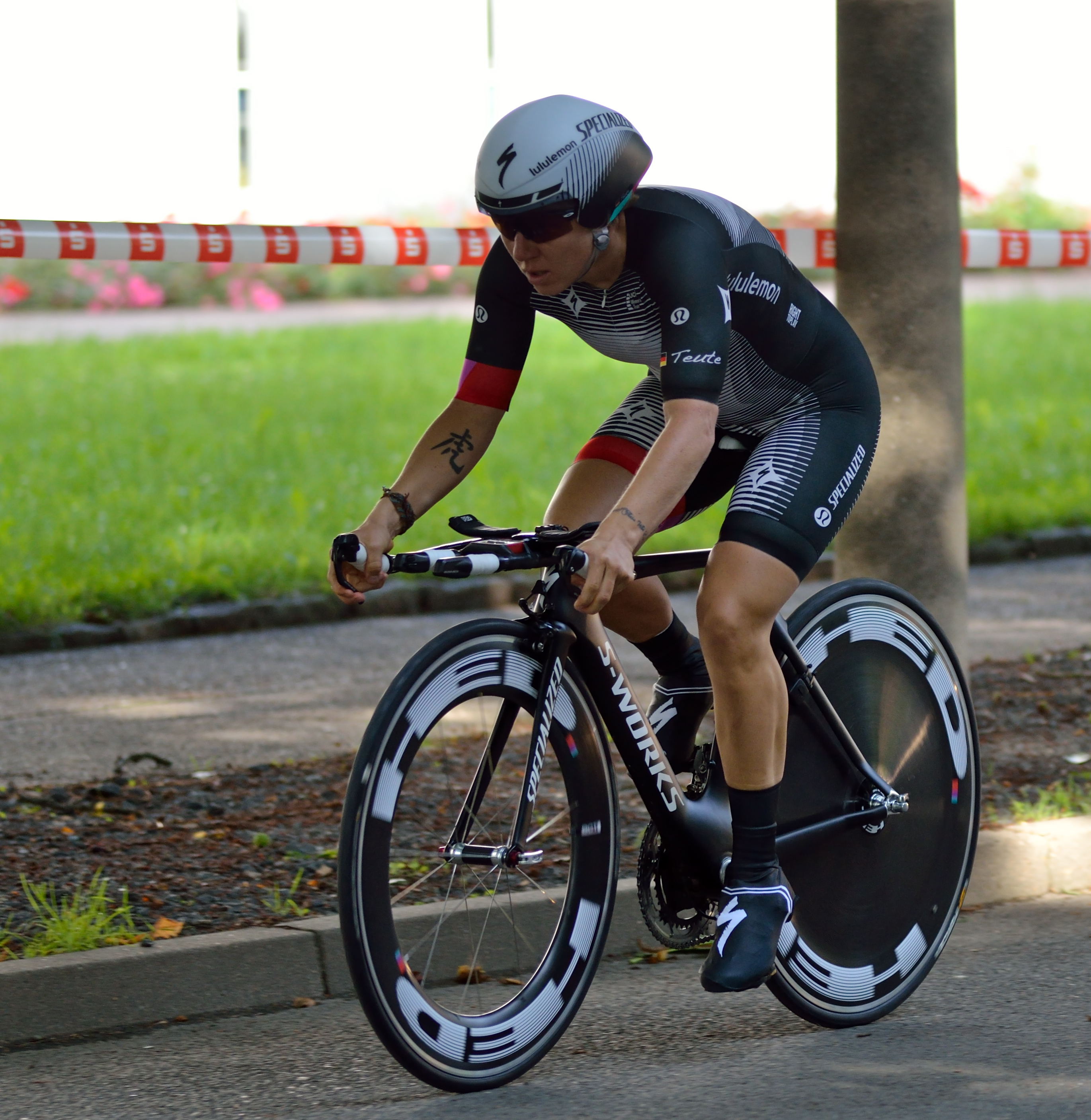
Au Tour de Thuringe 2012

Ina Teutenberg ouvre son compteur aux États-Unis avec deux étapes sur la Merco cycling classic,. Ina-Yoko Teutenberg remporte la deuxième et troisième étape de l'Energiewacht Tour. L'équipe gagne également le contre-la-montre par équipe de l'étape 4a. Au classement général final Ina Teutenberg s'impose,. Au contre-la-montre du Circuit de Borsele, Teutenberg prend la quatrième place.  Au Chrono Gatineau, elle est cinquième. Elle remporte aussi l'épreuve en ligne dans l'emballage final. Ina-Yoko Teutenberg gagne l'étape reine de L'Exergy Tour. Début juin, Ina Teutenberg remporte au sprint la Liberty Classic pour la cinquième fois. Elle gagne aussi au sprint la première étape du Emakumeen Euskal Bira. Au championnat d'Allemagne contre-la-montre, elle termine troisième. Au Tour de Thuringe, Teutenberg s'impose dans deux étapes au sprint.
Elle est sélectionnée pour les jeux olympiques. Sur l'épreuve en ligne, elle règle le sprint du peloton et prend la quatrième place.
Dans la manche de coupe du monde en Suède, Specialized-Lululemon remporte le contre-la-montre par équipe avec la composition suivante : Stevens, Teutenberg, Worrack, Neben, van Dijk et Becker,. Deux semaines avant le championnat du monde, l'équipe gagne le contre-la-montre par équipe du Holland Ladies Tour avec la composition suivante : van Dijk, Becker, Stevens, Worrack et Teutenberg. L'équipe conclut la saison en gagnant le championnat du monde par équipe contre-la-montre avec 24 secondes d'avance sur l'équipe Green Edge menée par Judith Arndt et Villumsen, deux anciennes de l'équipe. La composition au départ est la suivante : Neben, Stevens, van Dijk, Becker, Worrack et Teutenberg. Ina-Yoko Teutenberg est également sixième de l'épreuve contre-la-montre individuelle. Elle termine la saison à la sixième place du classement UCI.

### Chute et retraite forcée (2013)

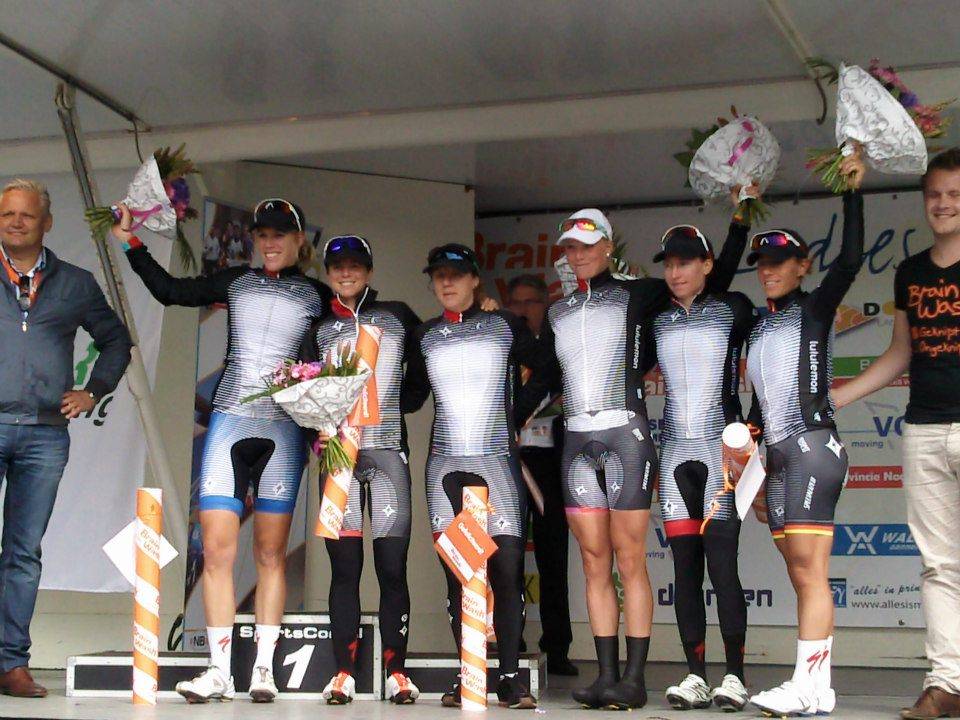
Au Brainwash Ladies Tour, Ina est à la troisième place en partant de la gauche

Toujours leader de l'équipe Specialized-lululemon en 2013, elle est doit observer un repos de plusieurs semaines après une chute au Drentse 8 au début du mois de mars, qui lui cause une traumatisme crânien,. Son retour en course, initialement attendu pour le Tour d'Italie, est repoussé à 2014. Finalement, en octobre, elle annonce sa retraite sportive.

## Reconversion
En 2014, elle devient directrice sportive adjoint de l'équipe Specialized-Lululemon. En 2019, elle est directrice sportive de l'équipe Trek-Segafredo. Elle est également sélectionneuse nationale des États-Unis.

## Vie privée
Ina-Yoko Teutenberg est publiquement lesbienne.

## Palmarès

### Palmarès sur route
| - 1990 - Championne du monde sur route juniors - 1991 - 4e étape des Trois jours de Vendée - 4e étape du Tour de Majorque - 1992 - 2e du Tour de Majorque - 1993 - 2e du championnat d'Allemagne sur route - 1994 - 6e étape du Tour du Portugal - 1995 - 5e étape du Tour de Thuringe - 2eb étape du Driedaagse van Pattensen - 2e du Stausee Rundfahrt - Klingnau - 3e du championnat d'Allemagne sur route - 3e du Driedaagse van Pattensen - 1996 - Tour de Thuringe : - Classement général - 1re et 3e étapes - Prologue et 3e étapes du Tour cycliste féminin - 3e du Grand Prix de Francfort - 1997 - 2e étape du Tour de Majorque - 2e et 5e étapes du Tour de l'Aude - 4e étape du Tour de Thuringe - 3e du championnat d'Allemagne du contre-la-montre - 1998 - 4e étape du Ster Zeeuwsche Eilanden - Trois jours de Vendée : - Classement général - 1re et 2e étapes - 4e étape du Women's Challenge - 5e étape du Holland Ladies Tour - 5e étape du Tour de Majorque - 2e du Tour Beneden-Maas - 1999 - Tour du Stausee - 10e étape du Tour de l'Aude - 1re et 3e étapes de La Grande Boucle féminine internationale - 7e et 12e étapes du Women's Challenge - 2000 - Tour du Stausee - 1re étape du Tour de Majorque - 8e et 9e étapes du Women's Challenge - 2eb et 8e étapes du Tour de l'Aude - 5ea étape du Holland Ladies Tour - 2e du Holland Ladies Tour - 2e de la Primavera Rosa - 3e du championnat d'Allemagne du contre-la-montre - 2001 - 3e étape du Tour de Thuringe - 10e et 13e étapes du Women's Challenge - Clarendon Cup - 2e étape de la Sea Otter Classic - 4e étape du Tour of the Gila - 2e étape du GP du Québec - 2002 - 3e étape du Holland Ladies Tour - 5e étape du Tour de Thuringe - Clarendon Cup - 1re, 4e et 6e étape du Tour de l'Aude - 9ea (contre-la-montre) et 13e étapes de la Grande Boucle Féminine Internationale - 2003 - 1re et 4e étapes de la Redlands Bicycle Classic - Étape 4b et 9e étape du Tour de l'Aude - 4e étape du Tour of the Gila - 5e étape du Holland Ladies Tour - 3e étape du Nature Valley Grand Prix - 2e et 7e étapes de l'International Tour de Toona - 2e de la Clarendon Cup - 2005 - 2e et 3e étapes de la Redlands Bicycle Classic - Liberty Classic - 4ea étape du Holland Ladies Tour - Rotterdam Tour - 3e étape du Tour of the Gila - 3e étape du Nature Valley Grand Prix - 3e et 5e étapes de la Cascade Cycling Classic - 2e étape de l'International Tour de Toona - 2e et 3e étapes du Valley of the Sun Stage Race - Manhattan Beach Grand Prix - 2e du CSC Invitational - 2e du Tour de Somerville - 5e du Tour de Nuremberg - 2006 - 4e étape du Geelong Tour - Geelong World Cup - 2e et 3e étapes du Tour de Nouvelle-Zélande - 1re étape de la Novilon Euregio Cup - 5e et 10e étapes du Tour de l'Aude - 4e étape du Tour de Feminin - Krásná Lípa - 2e et 3e étapes du Holland Ladies Tour - Rotterdam Tour - 4eb étape du Tour de Toscane féminin-Mémorial Michela Fanini - 2e du Tour de Nuremberg - 2e de la Liberty Classic - 2e de la Coupe du monde - 3e du championnat d'Allemagne du contre-la-montre - 3e de la New Zealand World Cup - 5e de l'Heure d'Or féminine - 2007 - 2e et 3e étapes du Geelong Tour - 1re et 6e étapes du Tour de Nouvelle-Zélande - 9e étape du Tour de l'Aude - Wachovia Series Lancaster - Reading Classic - Liberty Classic - 3e étape du Ster Zeeuwsche Eilanden - 4e et 7e étapes du Tour d'Italie - 4e et 5e étapes du Trophée d'or - 2e du Tour de Nuremberg - 2e du Ronde van Gelderland - 3e du Novilon Euregio Cup - 3e de la Coupe du monde - 4e de la Geelong World Cup - 4e de l'Univé Tour de Drenthe | - 2008 - 3e étape du Geelong Tour - 6e étape du Tour de Nouvelle-Zélande - Drentse 8 van Dwingeloo - 4e étape de Gracia Orlova - 5e et 8e étapes du Tour de l'Aude - Reading Classic - Commerce Bank Triple Crown - Ster Zeeuwsche Eilanden : - Classement général - 2e et 3e étapes - 1re, 2e, 3e et 8e étapes du Tour d'Italie - Prologue, 1re et 5e étapes de la Route de France féminine - 1re, 4e et 6e étapes du Holland Ladies Tour - 1re (contre-la-montre par équipes), 2eb et 4e étapes du Tour de Toscane féminin-Mémorial Michela Fanini - 2e du contre-la-montre par équipes de l'Open de Suède Vårgårda - 2e du Circuit de Borsele - 2e du Holland Ladies Tour - 2e du Geelong Tour - 3e de la Liberty Classic - 3e du l'Univé Tour de Drenthe - 3e de la Geelong World Cup - 10e de la Coupe du monde de cyclisme sur route féminine - 2009 - Championne d'Allemagne sur route - Vainqueur de la Coupe d'Allemagne - San Dimas Stage Race : - Classement général - 2e et 3e étapes - Redlands Classic : - Classement général - 1re et 2e étapes - Tour des Flandres - Drentse 8 van Dwingeloo - Ronde van Gelderland - 4e étape de Gracia Orlova - 1re, 3e et 9e étapes du Tour de l'Aude - Liberty Classic - Ster Zeeuwsche Eilanden - 4e étape du Tour d'Italie - 1re et 3e étapes de la Route de France féminine - 5e étape du Holland Ladies Tour - 5e étape du Tour de Toscane féminin-Mémorial Michela Fanini - 2e du contre-la-montre par équipes de l'Open de Suède Vårgårda - 3e du championnat d'Allemagne du contre-la-montre - 3e du Holland Ladies Tour - 3e du Tour de Nuremberg - 4e de la Coupe du monde de cyclisme sur route féminine - 7e de l'Univé Tour de Drenthe - 2010 - San Dimas Stage Race : - Classement général - 3e étape - Redlands Bicycle Classic : - Classement général - 1re étape - Drentse 8 van Dwingeloo - Tour de l'île de Chongming : - Classement général - 1re et 3e étapes - Tour of Chongming Island World Cup - 3e, 6e et 9e étapes du Tour de l'Aude - Liberty Classic - 2e étape du Tour du Trentin-Haut-Adige-Tyrol-du-Sud - 1re, 2e, 3e (contre-la-montre) et 4e étapes du Tour d'Italie - 2e étape de la Route de France féminine - 1re étape du Holland Ladies Tour - 1re étape du Tour de Toscane féminin-Mémorial Michela Fanini (contre-la-montre par équipes) - 2e du Novilon Eurocup Ronde van Drenthe - 2011 - Championne d'Allemagne sur route - 3e étape du Tour de Nouvelle-Zélande - 2e étape du Energiewacht Tour - Ronde van Gelderland - 1re étape du Tour du Trentin - Tour de l'île de Chongming : - Classement général - 2e étape - Tour of Chongming Island World Cup - 4e et 10e (contre-la-montre) étapes du Tour d'Italie - Prologue (contre-la-montre par équipes) et 1re étape du Tour de Thuringe - 1re et 2e (contre-la-montre par équipes) étapes du Trophée d'Or - 1re (contre-la-montre par équipes), 2e et 4e étapes du Tour de Toscane - Médaillée de bronze du championnat du monde sur route - 3e du championnat d'Allemagne du contre-la-montre - 4e de l'Univé Tour de Drenthe - 4e de la course en ligne de l'Open de Suède Vårgårda - 5e de la Coupe du monde - 2012 - Championne du monde du contre-la-montre par équipes - 3e étape de la San Dimas Stage Race - Energiewacht Tour : - Classement général - 2e, 3e et 4eb étapes (contre-la-montre par équipes) - 4e étape de l'Exergy Tour - Contre-la-montre par équipes de l'Open de Suède Vårgårda - Grand Prix cycliste de Gatineau - Liberty Classic - 1re étape de l'Emakumeen Euskal Bira - 1re et 2e étapes du Tour de Thuringe - 1re et 5e étapes du BrainWash Ladies Tour - 3e du championnat d'Allemagne du contre-la-montre - 4e de la course en ligne des Jeux olympiques - 6e du championnat du monde du contre-la-montre |

#### Manches de Coupe du monde
Légende: pdc indique que la course n'a pas eu lieu ou ne faisait alors pas partie de la coupe du monde. Un "-" indique une non participation ou qu'Ina-Yoko Teutenberg était au-delà de la dernière place classée.
| Année | Australia World Cup | New Zealand World Cup | Ronde van Drenthe | Tour des Flandres | Tour de l'île de Chongming | Open de Suède Vårgårda TTT | Open de Suède Vårgårda | Lowland International Rotterdam Tour | Tour de Nuremberg |
| ----- | ------------------- | --------------------- | ----------------- | ----------------- | -------------------------- | -------------------------- | ---------------------- | ------------------------------------ | ----------------- |
| 2005  | -                   | -                     | -                 | -                 | pdc                        | pdc                        | pdc                    | Vainqueur                            | 5e                |
| 2006  | Vainqueur           | 3e                    | pdc               | 11e               | pdc                        | pdc                        | -                      | Vainqueur                            | 2e                |
| 2007  | 4e                  | pdc                   | 4e                | -                 | pdc                        | pdc                        | -                      | pdc                                  | 2e                |
| 2008  | 3e                  | pdc                   | 3e                | -                 | pdc                        | 2e                         | -                      | pdc                                  | 75e               |
| 2009  | pdc                 | pdc                   | 4e                | Vainqueur         | pdc                        | 2e                         | -                      | pdc                                  | 3e                |
| 2010  | pdc                 | pdc                   | 18e               | 21e               | Vainqueur                  | -                          | -                      | pdc                                  | pdc               |
| 2011  | pdc                 | pdc                   | 4e                | 13e               | Vainqueur                  | -                          | 4e                     | pdc                                  | pdc               |
| 2012  | pdc                 | pdc                   | -                 | 42e               | -                          | Vainqueur                  | 50e                    | pdc                                  | pdc               |

#### Grands tours

##### Tour de l'Aude
- 1997 : vainqueur des 2e et 5e étapes[151]
- 1999 : vainqueur de la 10e étape
- 2000 : vainqueur de l'étape 2b et de la 8e étapes
- 2002 : 4e, vainqueur des 1re et 4e étapes et de l'étape 5b. Porteuse du maillot de leader de la première à la septième étape et sur la dixième étape.
- 2003 : vainqueur de l'étape 4b et de la 9e étapes
- 2006 : vainqueur des 5e et 10e étapes
- 2007 : vainqueur de la 9e étape
- 2008 : vainqueur des 5e et 8e étapes.
- 2009 : vainqueur des 1re, 3e et 9e étapes. Porteuse du maillot de leader sur la première étape.
- 2010 : vainqueur des 3e, 6e et 9e étapes

##### Tour d'Italie
- 2007 : vainqueur des 4e et 7e étapes[152]
- 2008 : vainqueur des 1re, 2e, 3e et 8e étapes.  Porteuse du maillot de leader de la première à la troisième étape. Vainqueur du classement par points.
- 2009 : vainqueur de la 4e étape
- 2010 : vainqueur des 1re, 2e, 3e et 4e étapes.  Porteuse du maillot de leader de la première à la quatrième étape.
- 2011 : vainqueur des 4e et 10e étapes
- 2012 : Abandon (8e étape)

##### Grande boucle
- 1999 : vainqueur des 1re et 3e étapes.
- 2002 : vainqueur des étapes 9a et 13[153].

#### Classements mondiaux
| Année          | 1998 | 1999 | 2000 | 2001 | 2002 | 2003 | 2004 | 2005 | 2006 | 2007 | 2008 | 2009 | 2010 | 2011 | 2012 |
| Classement UCI | 33e  | 46e  | 17e  | 87e  | 21e  | 63e  | -    | 15e  | 8e   | 10e  | 3e   | 5e   | 7e   | 4e   | 6e   |
| Coupe du monde | 14e  |      | 11e  |      |      |      |      | 8e   | 2e   | 3e   | 10e  | 4e   | 14e  | 5e   | 26e  |

### Palmarès sur piste
- 1990
  -  Championne du monde de la course aux points juniors
- 1992
  -  Championne du monde de la course aux points juniors
- 1993
  -  Championne d'Allemagne de la course aux points
  - 3e du championnat d'Allemagne de vitesse individuelle
  - 7e du championnat du monde de la course aux points
- 1994
  -  Championne d'Allemagne de la course aux points
  - 5e du championnat du monde de la course aux points
- 1997
  -  Championne d'Allemagne de la course aux points
  - 9e du championnat du monde de la course aux points

## Distinctions
- Cycliste allemande de l'année : 1990 et 2009